# ガロワコホモロジー
数学において、ガロワコホモロジー (Galois cohomology) はガロワ加群の群コホモロジーの研究、つまり、ホモロジー代数学のガロワ群に対する加群への応用である。体拡大 L/K と結びついたガロワ群 G はあるアーベル群、例えば L から直接に構成されたアーベル群、に自然に作用するが、より抽象的な手段によって導き出される他のガロワ表現を通して構成されたアーベル群もである。ガロワコホモロジーはガロワ不変元をとることが完全関手でなくなる理由を説明する。

## 歴史
ガロワコホモロジーの現在の理論は代数的整数論においてイデアル類群のガロワコホモロジーが自身を L-関数とのつながりから取り除く過程の時に類体論を定式化する1つの方法であることが実現されたときに1950年頃一体となった。ガロワコホモロジーはガロワ群がアーベル群であるという仮定を全くしないので、これは非アーベルコホモロジー論であった。それは類構造の理論として抽象的に定式化された。1960年代の2つの発展は position を turn around した。1つ目に、ガロワコホモロジーはエタールコホモロジー（大雑把に言うと 0 次元スキームに適用するときの理論）の基本的な layer として現れた。2つ目に、非可換類体論がラングランズ哲学の一端として着手された。
ガロワコホモロジーと同一視できる初期の結果は代数的整数論と楕円曲線の数論においてかなり前から知られていた。正規基底定理は L の加法群の一次コホモロジー群が消えることを意味している。これは一般の体拡大についての結果であるが、リヒャルト・デデキントにある形で知られていた。乗法群に対する対応する結果はヒルベルトの定理90として知られており、1900年以前に知られていた。クンマー理論は理論の別のそのような早期の部分であった。これは m 次冪写像から来る連結準同型の記述を与える。
実はしばらくの間巡回とは限らない群の 1-コサイクルの乗法的な場合はエミー・ネーターにちなんで名づけられたネーターの方程式が解決できることとして定式化された。それらはこの名前でガロワ理論のエミール・アルティンの扱いにおいて現れ、1920年代はたぶん folklore だった。乗法群の 2-コサイクルの場合はブラウアー群のそれであり、その関係は1930年代の代数学者にはよく知られていたようである。
別の方向、torsor のそれにおいて、これらはすでに楕円曲線に対するフェルマーの無限降下法の議論において潜在的に含まれていた。大量の直接計算がされ、モーデル・ヴェイユの定理の証明はある特定の H1 群に対する有限性証明のある代用物によって進行しなければならなかった。代数的閉でない体上の対象の 'twisted' nature は、同型でないが代数閉包上同型になり、一般論が到来する前1930年代に（二次形式、単純多元環、セヴェリ・ブラウアー多様体のような）他の代数群につながる多くの場合においてもまた知られていた。
数論の必要性はガロワコホモロジーの局所大域原理を制御する要求によって特に表現された。これはハッセのノルム定理のような類体論の結果の手段によって定式化された。楕円曲線の場合にはセルマー群におけるテイト・シャファレヴィッチ群、これは局所大域原理の成功の障害物である、の重要な定義を導いた。例えばバーチ・スウィンナートン＝ダイアー予想において、それは非常に重要であるにもかかわらず、カール・ルビンの結果がある場合にそれが有限であること（その予想の秩序は L-関数の公式によって予言されたから一般に信じられている結果）を示すための道を与えるまで、それはその制御を得ることはとても難しいことを証明した。
理論の別の主要な発達は、これもジョン・テイトと関係するが、テイト・ポワトゥ双対の結果であった。
技術的に言えば、G は射有限群でもよく、この場合定義を連続なコチェインのみを許すように直す必要がある。